# 小形山バスストップ
小形山バスストップ（おがたやまバスストップ）は、山梨県都留市にある、中央自動車道のバス停留所である。
大月ジャンクションから富士吉田線に入り、花咲トンネルを抜けたところにある。
バス事業者では「中央道小形山」と案内している。バス停から徒歩約15分程度の場所に、山梨県立リニア見学センターなどのリニア実験線の施設がある。

## 停車する路線
下り線側は降車専用・上り線側は乗車専用となっている。
- 中央高速バス 富士五湖線（京王バス・富士急バス・フジエクスプレス）[1] ※一部通過
中央道猿橋 - 中央道小形山 - 中央道都留
- 富士山駅 - 羽田空港線（富士急バス・京浜急行バス）[3]
品川駅（港南口） - 中央道小形山 - 中央道都留
- 南町田・町田・橋本 - 富士急ハイランド・河口湖線（富士急モビリティ）[4]
橋本駅 - 中央道小形山 - 中央道都留
- 藤沢・辻堂・本厚木 - 富士急ハイランド・河口湖線（富士急モビリティ・神奈川中央交通）[4]
本厚木駅 - 中央道小形山 - 中央道都留

## バス停へのアクセス
- 富士山麓電気鉄道富士急行線田野倉駅から徒歩15分[1]。
- JR中央本線・富士山麓電気鉄道富士急行線大月駅からタクシーで10分[1]。